# Marqués de Orgadín
«Marqués de Orgadín» es una denominación de origen a la que se acogen viñedos localizados en Castilla-La Mancha (España), dentro una franja bastante extensa de Albacete, de unos 60 kilómetros de longitud y 30 de anchura, situada en la confluencia de las provincias de Albacete (30 municipios), Ciudad Real (20), Cuenca (5) y Toledo (5).

## Características de los vinos
- Tintos: vinos de 11,5° a 13° de graduación. Los hay jóvenes, tradicionales, roble (60 días como mínimo de envejecimiento en barrica de roble), crianza (6 meses como mínimo de envejecimiento en barrica de roble), reserva (12 meses como mínimo de envejecimiento en barrica de roble) y gran reserva (18 meses como mínimo de envejecimiento en barrica de roble)
- Rosados: vinos de 10,5° a 13° de graduación.
- Blancos: vinos de 10,5° a 13° de graduación.
- Espumosos: secos, semisecos, dulces, extrasecos y extra-brut, de aroma afrutado.
- Naturalmente dulces: grado alcohólico natural superior a 15 % vol. y el grado alcohólico volumétrico adquirido no inferior a 13 % vol.
- Vinos de aguja

## Vino
- Tinto joven: sin crianza en barrica o crianza inferior a 12 meses (color rojo guinda).
- Tinto crianza: envejecimiento no inferior a 24 meses, a partir del 1 de octubre del año de la vendimia y 12 de esos meses en barrica de roble (color picota intenso hacia rojo guinda con matices violáceos).
- Tinto reserva: envejecimiento de 36 meses, con un mínimo de 12 meses en barrica de roble (color del rojo picota al rojo rubí).
- Tinto gran reserva: envejecimiento de 60 meses, con un mínimo de 24 meses en barrica de roble (color rojo cereza).

## Denominaciones de vino dentro de Castilla-La Mancha
- Vino de Almansa
- Vino de Jumilla
- Vino de la Mancha
- Vino de Manchuela
- Vino de Méntrida
- Vino de Mondéjar
- Vino de Uclés
- Vino de Valdepeñas
- Vinos Ribera del Júcar
- Pagos Vitícolas
- Vinos de la tierra

- Datos: Q16600999